# Salawati
Salawati est une île indonésienne située dans l'océan Pacifique Sud. Elle est l'une des quatre principales îles Raja Ampat et appartient à la province de Papouasie du Sud-Ouest. Le nord est rattaché au kabupaten de Raja Ampat et le sud à celui de Sorong.

## Géographie
L'île est située immédiatement au nord-ouest de la péninsule de Doberai en Nouvelle-Guinée occidentale, dont elle est séparée par le détroit de Sele, et au sud de l'île de Batanta, dont elle est séparée par le détroit de Sagewin. Sa côte ouest borde la mer de Halmahera. Sa superficie est de 1 623 km2. 
La réserve naturelle de Pulau Salawati Utara s'étend sur 570 km2 de forêt tropicale dans le nord de l'île.